# Alfred Wilhelm Baedeker
Alfred Wilhelm Baedeker (* 19. Juni 1888 in Essen; † 5. August 1937 ebenda) war ein deutscher Verlagsbuchhändler. Er war 1922 Alleininhaber des G. D. Baedeker Verlags.

## Leben
Geboren als Sohn des Buchhändlers Diedrich Gottschalk Baedeker machte er das Abitur am Realgymnasium Hildesheim. Darauf folgte eine Lehre im Bankenwesen in Stuttgart, sowie ein Studium der Rechtswissenschaften ab 1910 an den Universitäten in Berlin, Göttingen, Greifswald, München und Münster (Westfalen). 1913 machte Baedeker das Referendar-Examen in Hamm.
Zu Beginn des Ersten Weltkrieges wurde er 1914 Kriegsfreiwilliger und zwei Jahre später Leutnant der Reserve im Schleswig-Holsteinischen Fußartillerie-Regiment Nr. 9. Nach dem Ende des Krieges 1918 nahm er die Referendartätigkeit wieder auf.
Am 2. August 1922 wurde Alfred Baedeker als Nachfolger seines Vaters Alleininhaber des G. D. Baedeker Verlags in Essen. Er war Herausgeber des Jahrbuches für den Oberbergamtsbezirk Dortmund, bis der Verein für die bergbaulichen Interessen im Oberbergamtsbezirk Dortmund die Herausgabe übernahm. Das Jahrbuch war von Victor Weidtman gegründet und von seinem Vater Diedrich Baedeker fortgeführt worden.
1925 heiratete Baedeker Marta geb. Preuschel, die ihre Ausbildung beim Baedekerverlag absolviert hatte und später in die Geschäftsführung eintrat. Alfred Baedeker war maßgeblich bei der Einrichtung des 1928 errichteten Baedekerhauses in der Essener Innenstadt beteiligt, das heute unter Denkmalschutz steht. Aufgrund hoher Investitionen in die Buchhandlung geriet das Geschäft beinahe in den Konkurs, woraufhin seine Frau die Geschäftsführung vollständig übernahm.
1933 zog sich Baedeker aus gesundheitlichen Gründen aus dem aktiven Geschäft zurück. Zudem sah er sich, da er aufgrund der Nürnberger Gesetze als „Halbjude“ galt, zunehmend den Diskriminierungen der Nationalsozialisten ausgesetzt.
Baedeker verstarb an den Folgen eines Sturzes. Sein Grab befindet sich auf dem Essener Ostfriedhof.